# 7800 Zhongkeyuan
7800 Zhongkeyuan è un asteroide della fascia principale. Scoperto nel 1996, presenta un'orbita caratterizzata da un semiasse maggiore pari a 2,2308770 UA e da un'eccentricità di 0,1299464, inclinata di 3,28537° rispetto all'eclittica.